# Kill screen
Uma kill screen é um estágio ou fase em um videogame (tipicamente em um jogo para arcade) que impede o progresso do jogador em função de um erro ou uma imprevisão no design do software. Ao invés de "encerrar" o jogo no seu sentido tradicional, o jogo irá quebrar, congelar, ou se comportar tão erroneamente de tal forma que a capacidade de continuar o jogo não será mais possível.
Jogos de videogame, assim como qualquer outro software de computador, tendem a sofrer com bugs. Um bug em um videogame não é automaticamente uma kill screen; para que seja uma, o bug deve ocorrer consistentemente em um ponto específico do jogo e deve impedir que o jogador possa continuar. Embora quase qualquer tipo de bug possa causar esse tipo de comportamento, a causa mais comum é de simples imprevisão da parte dos programadores do jogo, como superfluxo de integral do contador de fases.
Kill screens eram muito mais comuns na era dourada dos jogos de arcade. Jogos desta era eram tipicamente escritos com a ideia de que o jogador pararia de jogar antes que os limites numéricos da codificação do jogo fossem alcançados; a maioria dos jogos deste período foi feita para continuar até que os jogadores perdessem todas as suas vidas. Além disso, as especificações de hardware limitadas dessas máquinas antigas significavam que os programadores não podiam gastar memória em verificações lógicas do estado do jogo.

## Kill screens notáveis em arcades

### Pac-Man
Pac-Man possui uma kill screen famosa, conhecida também como "Pac-Man bomb screen". O contador de fases do jogo era um byte único de 8-bit, e, portanto, só poderia armazenar 256 valores diferentes (de 0 a 255). Alcançando o 256º estágio traria à tona um contador usado para desenhar a fruta e superfluir a zero, fazendo com que 256 frutas e sete espaços em branco fossem desenhados. O erro pode ser, porém, corrigido com um patch.

### Donkey Kong
Donkey Kong também apresentava uma kill screen no 22º estágio, 85ª fase. Este é um exemplo de kill screen que não ocorre por causa de um superfluxo de integral no contador de fases (pois os programadores haviam evitado isto), mas por causa de uma imprevisão diferente da parte dos designers. A quantidade de tempo dada a uma tela é determinada algoritmicamente durante o jogo a partir do estágio no qual o jogador está. O timer é calculado 100 × (10 × (fase + 4)), e possui um valor máximo de 8000. Quando o jogador alcança o estágio 22, o jogo lê 100 × (10 × (22 + 4)) ou 100 × 260. Porém, o contador de 8-bit atravessa o valor 256, o que significa que o jogo calcula 100 × 4. Isto faz com que o timer dê uma quantidade tão baixa que simplesmente não há tempo suficiente para que o estágio seja possivelmente concluído. Steve Wiebe, competidor de Redmond, Washington, alcançou este estágio quando tentava bater a pontuação recorde de Billy Mitchell (então detentor do recorde mundial) na G4TV na E3 2009. Foi a primeira kill screen a ser transmitida ao vivo pela televisão.

## Kill screens notáveis em consoles domésticos

### Duck Hunt
No jogo para Nintendo Entertainment System (NES) Duck Hunt, existe uma kill screen que ocorre no 100º estágio (conhecido no jogo como estágio 0). O estágio é invencível devido a um glitch que faz com que os patos sejam vistos se movendo de um ponto ao outro a uma velocidade muito alta. Às vezes, o estágio também não pode atualizar os patos, fazendo com que o jogador perca automaticamente.
A kill screen foi concluída em um TAS.